# Pachnobia pergratiosa
Pachnobia pergratiosa là một loài bướm đêm trong họ Noctuidae.